# Peter Gadiot
Alan Peter Gadiot Nava  (Cuckfield, West Sussex, 2 de enero de 1985) simplemente conocido como Peter Gadiot, es un actor, conocido por haber interpretado a Cyrus en Once Upon a Time in Wonderland (2013-2014), y a James en Queen of the South (2017-2021). Fue elegido para interpretar a Shanks en la serie One Piece de 2023.

## Biografía
Alan Peter Gadiot Nava, nació en Cuckfield y creció en Haywards Heath, West Sussex, Inglaterra. Es hijo de padre neerlandés, Jules Maria Johannes Ignatius Gadiot, originario de  Maastricht, y madre mexicana, Aurora Gabriela Nava de Gadiot (Nava Quiroz, de soltera), de la Ciudad de México. Se formó como actor en Londres, dónde recibió una formación clásica en el Drama Centre London. El 23 de abril de 1985 Gadiot fue registrado como mexicano en la embajada de México en Londres, bajo el nombre de Alan Peter Gadiot Nava.
Habla inglés como lengua nativa y es activista contra la trata de personas. Posee triple nacionalidad con México, Países Bajos y Reino Unido.

## Carrera

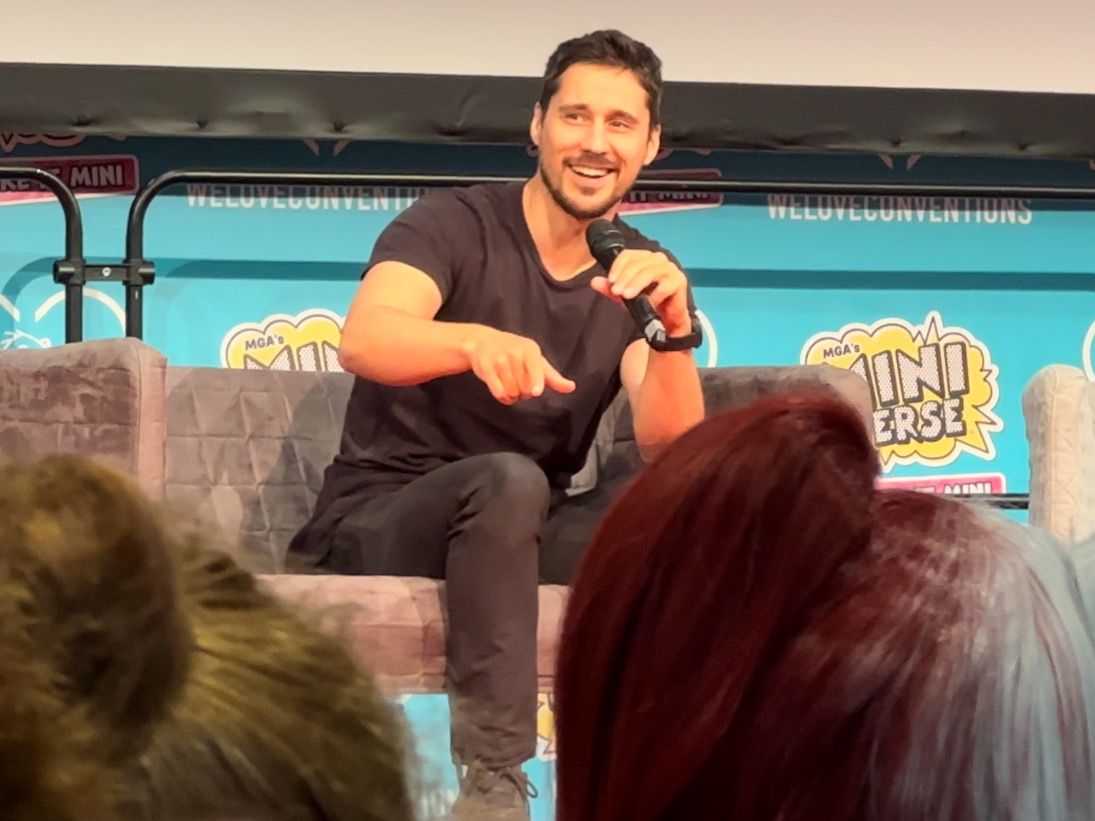
Peter Gadiot en Torino Comics (13 de abril de 2024)

Gadiot ha aparecido en numerosas producciones teatrales. En 2010 debutó en televisión en un episodio de la serie británica My Spy Family, donde interpretó a Troy Falconi. Ese mismo año hizo su debut en la gran pantalla en la película 13Hrs.
Otros créditos de Gadiot incluyen el cortometraje Prada: Candy, la película para televisión Hot Mess; así como la película The Forbidden Girl y el cortometraje 12-17, donde funge como escritor y director.
El 28 de marzo de 2013, se dio a conocer que fue seleccionado para interpretar a Cyrus, el interés amoroso de Alice (Sophie Lowe) en Once Upon a Time in Wonderland, serie derivada de Once Upon a Time. También apareció de forma recurrente en la serie de televisión Fresh Meat, donde interpretó a Javier.
El 3 de abril de 2014, se anunció que fue contratado para aparecer de forma recurrente en la serie Matador como Caesar. En agosto de 2014, se dio a conocer que fue contratado para dar vida a Ka en la miniserie de Spike TV Tut, junto a Avan Jogia y Kylie Bunbury.

## Filmografía
| Cine       | Cine                            | Cine          | Cine                              |
| Año        | Película                        | Rol           | Notas                             |
| ---------- | ------------------------------- | ------------- | --------------------------------- |
| 2010       | 13Hrs                           | Stephen Moore |                                   |
| 2013       | The Forbidden Girl              | Toby McClift  |                                   |
| 2013       | Prada: Candy                    | Gene          | Cortometraje                      |
| 2014       | 12-17                           |               | Cortometraje; escritor y director |
| Televisión |                                 |               |                                   |
| Año        | Título                          | Rol           | Notas                             |
| 2010       | My Spy Family                   | Troy Falconi  | 1 episodio                        |
| 2013       | Fresh Meat                      | Javier        | Elenco recurrente                 |
| 2013       | Hot Mess                        | Jonathan      | Película para televisión          |
| 2013-2014  | Once Upon a Time in Wonderland  | Cyrus         | Elenco principal                  |
| 2014       | Matador                         | Caesar        | Elenco recurrente                 |
| 2015       | Tut                             | Ka            | Miniserie                         |
| 2016-2021  | Queen of the South              | James         | Actor secundario                  |
| 2017       | Supergirl                       | Mxyzptlk      | Episodio 13, Temporada 2          |
| 2021       | Yellowjackets                   | Adam          | Temporada 1                       |
| 2023       | Silo                            | Mechanic      | Episodio 3, Temporada 1           |
| 2023       | One Piece                       | Shanks        | Elenco recurrente                 |
| 2023       | Quantum Leap                    | Tom Westfall  | Temporada 2                       |
| 2025       | Nine Bodies in a Mexican Morgue | Carlos        | Miniserie, 6 episodios            |